# Prestonpans
Prestonpans – miasto w południowo-wschodniej Szkocji, w hrabstwie East Lothian, położone na wschód od Edynburga, nad zatoką Firth of Forth. W 2011 roku liczyło 9140 mieszkańców.
W przeszłości miasto było ośrodkiem produkcji soli i wydobycia węgla, które prowadzone były tu już w XII wieku. W XVIII wieku w mieście rozwinął się przemysł cegielniczy i garncarski. Prestonpans odnotowane zostało także jako ośrodek produkcji mydła i piwa oraz połowu ostryg. Do lat 30. XX wieku funkcjonował tutaj port, a w 1959 roku zakończono eksploatację ostatniego w Szkocji solniska.
Do lokalnych zabytków należą wieża z XIV/XV wieku, kościół parafialny z końca XVI wieku oraz kolumna wyznaczająca miejsce dawnego rynku (tzw. mercat cross) z początku XVII wieku.
21 września 1745 roku na wschód od miasta rozegrała się bitwa pod Prestonpans, stanowiąca epizod powstania jakobickiego 1745 roku.